# Le Cinquième Élément (bande originale)
Albums de Éric Serra
GoldenEye
(1995) Jeanne d'Arc
(1999)
Le Cinquième Élément, composée par Éric Serra, est la bande originale du film français de science-fiction réalisé par Luc Besson, Le Cinquième Élément, sorti en 1997. Elle est distribuée par Virgin Records.

## Liste des titres
Toute la musique est composée par Éric Serra, sauf exceptions notées.
| No  | Titre                                     | Auteur                                     | Interprète       | Durée |
| --- | ----------------------------------------- | ------------------------------------------ | ---------------- | ----- |
| 1.  | Little Light of Love                      |                                            | RXRA             | 4:50  |
| 2.  | Mondoshawan                               |                                            |                  | 4:01  |
| 3.  | Timecrash                                 |                                            |                  | 1:49  |
| 4.  | Korben Dallas                             |                                            |                  | 1:43  |
| 5.  | Koolen                                    |                                            |                  | 0:55  |
| 6.  | Akta                                      |                                            |                  | 1:51  |
| 7.  | Leeloo                                    |                                            |                  | 4:56  |
| 8.  | Five Millenia Later                       |                                            |                  | 3:13  |
| 9.  | Plavalaguna                               |                                            |                  | 1:47  |
| 10. | Ruby Rap                                  | paroles de Luc Besson et Robert Mark Kamen |                  | 1:55  |
| 11. | Heat                                      | Éric Serra et Sébastien Cortella           |                  | 2:54  |
| 12. | Badaboom                                  |                                            |                  | 1:12  |
| 13. | Mangalores                                |                                            |                  | 1:06  |
| 14. | Lucia Di Lammermoor                       | Gaetano Donizetti                          | Inva Mula Tchako | 3:10  |
| 15. | The Diva Dance                            |                                            | Inva Mula Tchako | 1:32  |
| 16. | Leeloominai                               |                                            |                  | 1:41  |
| 17. | A Bomb In The Hotel                       |                                            |                  | 2:14  |
| 18. | Mina Hinoo                                |                                            |                  | 0:54  |
| 19. | No Cash No Trash                          |                                            |                  | 1:04  |
| 20. | Radiowaves                                |                                            |                  | 2:32  |
| 21. | Human Nature                              |                                            |                  | 2:03  |
| 22. | Pictures Of War                           |                                            |                  | 1:19  |
| 23. | Lakta Ligunai                             |                                            |                  | 4:14  |
| 24. | Protect Life                              | Éric Serra et Sébastien Cortella           |                  | 2:33  |
| 25. | Little Light of Love (End Titles version) |                                            |                  | 3:29  |

| Titre bonus | Titre bonus | Titre bonus                                | Titre bonus | Titre bonus | Titre bonus | Titre bonus | Titre bonus | Titre bonus | Titre bonus |
| No          | Titre       | Auteur                                     | Interprète  | Durée       |             |             |             |             |             |
| ----------- | ----------- | ------------------------------------------ | ----------- | ----------- | ----------- | ----------- | ----------- | ----------- | ----------- |
| 26.         | Aknot! Wot? | paroles de Luc Besson et Robert Mark Kamen |             | 3:35        |             |             |             |             |             |
| 1:02:32     |             |                                            |             |             |             |             |             |             |             |

## Musiques additionnelles
Outre les titres présents, sur l'album, on entend aussi durant le film les morceaux suivants  :
- Alech Taadi
  - Écrite et interprétée par Khaled
- All Night Long (All Night)
  - Écrite par Lionel Richie et chantonnée par Chris Tucker dans le film
- Fanora meherio
  - Interprétée par Terii Taputu

## Personnel

### Little Light of Love
- Eric Serra : chant, guitares, production
- Nourith : chant
- Nicolas Fiszman : basse
- Zohar Fresco : batterie
- Sebastien Cortella : claviers
- Steven W. Tayler : mixage
- Rupert Hine : production